# Jaap Nienhuis
Jacob Freerk (Jaap) Nienhuis, in het Gronings: Jopke Nainhoes, (Groningen, 20 oktober 1935) is een voormalig agrariër die in Noord-Nederland regionale bekendheid geniet door zijn bijbaan als presentator voor RTV Noord. Hij wordt gekenmerkt door een imposante snor, draagt meestal klompen en communiceert bij voorkeur in zijn geliefde Groninger streektaal.

## Levensloop
In zijn werkzame leven was hij akkerbouwer en bedrijfsleider van een loonbedrijf in Usquert. In 1980 begon hij als presentator bij Radio Noord, en hij was tussen 1995 en 2009 samen met Derk Bosscher parttime weerman bij RTV Noord. Ook was hij lange tijd gemeenteraadslid in de gemeente Eemsmond.
Op 20 oktober 2015 zond RTV Noord een speciale uitzending van Noord Vandaag uit. In de uitzending nam de omroep afscheid van zijn oud-presentator, die op die dag zijn tachtigste verjaardag vierde. De uitzending werd gepresenteerd vanuit Nienhuis' woning.

## Trivia
- Nienhuis reed als een van de weinige schaatsers de barre Twaalfde Elfstedentocht van 18 januari 1963 uit. Hij kwam vlak voor middernacht als een-na-laatste toerrijder over de streep, terwijl hij schaatste op zogenaamde Nooitgedagt-'houtjes'.[1] Later volbracht Nienhuis ook de Veertiende Elfstedentocht (in 1986) en de Vijftiende Elfstedentocht (in 1997).